# Pittentrail
Pittentrail (Schots-Gaelisch: Bad an Tràill) is een dorp in de Schotse lieutenancy Sutherland in het raadsgebied Highland.